# Sonnewalde
Sonnewalde es un municipio del distrito de Elba-Elster, en Brandeburgo (Alemania). Está situado a 8 km al noroeste de Finsterwalde. 

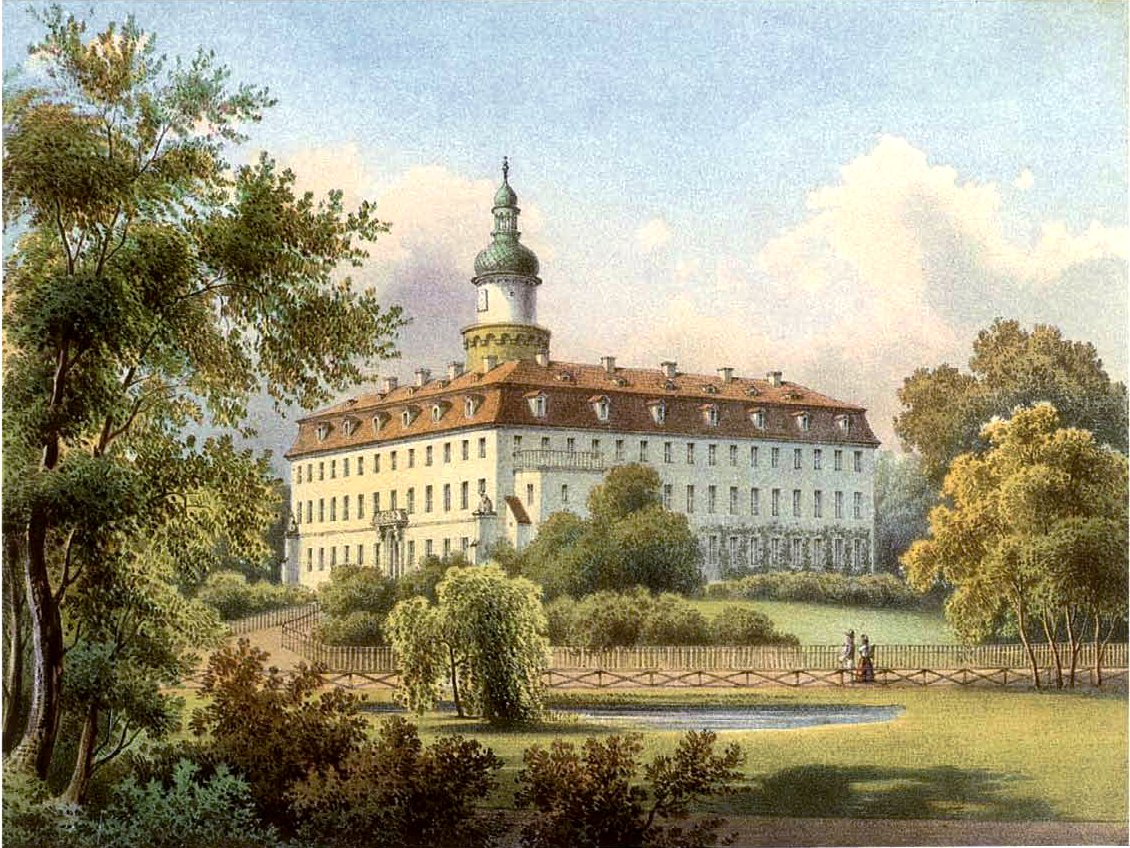
Palacio de Sonnewalde, en torno a 1860. Edición por Alexander Duncker.